# Stetten (Baviera)
Stetten é um município da Alemanha, situado no distrito de Baixa Algóvia, no estado da Baviera. Tem 15,71 km² de área, e sua população em 2019 foi estimada em 1.421 habitantes.